# Pojo lokalhistoriska arkiv
Pojo lokalhistoriska arkiv är ett lokalarkiv vars främsta uppgift är att samla in och bevara historiska dokument som hänför sig till Pojo kommuns och Pojo sockens historia. Arkivet har grundats och upprätthålls av föreningen Fiskars Hembygdsförening r.f. som även upprätthåller Fiskars museum. Arkivet invigdes den 15.10.1991 och var ursprungligen inrymt i Fiskars valsverks utrymmen på Hammarbacken i Fiskars. Arkivet flyttade hösten 2020 till Karis och är numera inrymt i en gammal transformatorbyggnad på Högbergsgatan. En stor del av arkivmaterialet är från 1900-talet och det äldsta materialet är från 1800-talet. Pojo lokalhistoriska arkiv var västra Nylands första egentliga lokalhistoriska arkiv.

## Arkivets historia
Pojo lokalhistoriska arkiv grundades på historieforskaren Mikael Korhonens initiativ. Tanken om ett lokalhistoriskt arkiv i Pojo föddes under 1980-talet. Pojo arbetarinstitut grundade år 1988 en hembygdsforskargrupp som kom att ledas av Mikael Korhonen. Forskargruppen började med att samla in historiska uppgifter om Pojo och alla existerande och icke-existerande föreningar i Pojo. Arbetet utfördes genom att studera mikrofilmer av gamla lokaltidningar och genom att gå igenom föreningsregister. Efter att uppgifterna samlats in kontaktade forskargruppen föreningarna och frågade om de önskade donera sitt material till ett lokalhistoriskt arkiv. Fiskars hembygdsförening grundade en arkivarbetsgrupp som skulle stå för planeringen av Pojo lokalhistoriska arkiv. Arkivet inrymdes i Fiskars gamla valsverks utrymmen som hade stått tomma i närmare 60 år. Finlands dåvarande försvarsminister Elisabeth Rehn deltog i invigningen av arkivet. Rehn närvarade på invigningen i oktober 1991 eftersom det var hennes förtjänst att arkivprojektet hade tilldelats 50 000 mark i julklappspengar.

## Samlingar
I Pojo lokalhistoriska arkiv finner man följande huvudkategorier av arkivbildare:
- Föreningar (t.ex lokala Lotta Svärd-avdelningar, Martha-föreningar, ungdomsföreningar, idrottsföreningar och nykterhetsföreningar)
- Skolor
- Privatpersoner (t.ex släkten von Julin)
- Företag (t.ex Fiskarsbolaget)[8]

Utöver dessa arkivbildare finns det även en tematiskt arkivhelhet kallad “Pojosamlingen” som består av följande typer av arkivmaterial: 
- Krigskorrespondens och övriga brev
- Intyg och kontrakt
- Släktutredningar
- Sånger och dikter
- Berättelser och minnesberättelser
- Pojo kommuns broschyrer[8]

En betydande arkivbildare är exempelvis Börje Sjöblom, före detta kommunpolitiker i Pojo, och hans omfattande samling med fint ordnade tidningsurklipp om Pojo. Tidningsurklippen är ordnade enligt tema. I arkivets samlingar finns också kring 70 olika kartor från 1800- och 1900-talet samt cirka 90 byggnadsritningar. Ritningssamlingen innefattar även ritningar på Fiskars-produkter.